# Cinnamomum kruseanum
Cinnamomum kruseanum är en lagerväxtart som beskrevs av O. Téllez-valdés & J.L. Villaseñor. Cinnamomum kruseanum ingår i släktet Cinnamomum och familjen lagerväxter. Inga underarter finns listade i Catalogue of Life.